# Tecnica penitenziaria
La tecnica penitenziaria è l'attività con la quale l'esecuzione della pena si compie nella sua materialità. L'esercizio di quest'ultima attività è affidato agli organi preposti agli istituti penitenziari, ed è volto ad un miglior governo della comunità penitenziaria per una più efficace realizzazione dei fini etico-sociali delle pene e delle misure di sicurezza.